# Maurilio Minuzzi
Maurilio Minuzzi (* 9. März 1939 in Pramaggiore, Venetien, Italien; † 17. Juli 2021) war ein Maler, Grafiker und Bildhauer, der in Köln lebte und arbeitete.

## Leben und Wirken
Minuzzi besuchte von 1955 bis 1957 die Scuola Superiore d'arte Applicata in Mailand mit dem Studienschwerpunkt: „Zeichnen nach der Natur“ bei Carlo Russi. Nach einer Lehre als Technischer Zeichner (1957 bis 1959) und dem Besuch der Ingenieurschule Silvio Pellico in Mailand, war er in verschiedenen Berufen tätig. 1965 ging er nach Deutschland und schrieb sich von 1966 bis 1970 an den Kölner Werkschulen eine. Dort studierte er u. a. bei Alfred Will zehn Semester freie Grafik. Nach seinem Studienabschluss und freiberuflicher Tätigkeit im Rheinland wurde er 1972 als Dozent für „Druckgrafische Techniken“ (Radierung, Lithografie, Offset, Holz und Linolschnitt) an die Kölner Fachhochschule für Kunst und Design berufen. Dort arbeitete er, bis die Studiengänge für „freie“ Kunst geschlossen wurden (mit Gründung der Kunsthochschule für Medien (KHM)).
Minuzzis Werke – überwiegend (Farb-)Radierungen und Aquatinta, aber auch Objekte und Installationen – waren von bestechender Präzision. Seine Vorliebe für Surrealisten (wie Max Ernst und Magritte) ist kaum zu übersehen. Maurilio Minuzzis Zeichnungen, Impressionen und Landschaften überzeugen – teils durch verfremdete Farbgebung, teils durch imaginäre Kompositionen und Zusammenstellungen – und folgten völlig eigenen Gesetzen. Seine Farbradierung „FallObst“ (49,7 × 39,7 cm, 200 Exemplare) wurde im Auftrag des Bundesministers des Inneren zum Tag der Umwelt 1975 herausgegeben.
In den 40 Jahren seiner künstlerischen Tätigkeit hatte er weit über 100 Einzelausstellungen in Europa und den USA. 1994 wurde er mit dem Verdienstorden der Italienischen Republik in der Klasse Cavaliere ausgezeichnet.

## Einzelbelege
1. ↑  Druckausgabe Kölner Stadt-Anzeiger Nr. 166 Dienstag, 20. Juli 2021 Seite 19 Kultur/Medien: Maurilio Minuzzi gestorben (pp)
2. ↑  Traueranzeigen von Maurilio Minuzzi | WirTrauern. Abgerufen am 24. Juli 2021 (deutsch).

| Personendaten    | Personendaten                               |
| ---------------- | ------------------------------------------- |
| NAME             | Minuzzi, Maurilio                           |
| KURZBESCHREIBUNG | italienischer Maler, Grafiker und Bildhauer |
| GEBURTSDATUM     | 9. März 1939                                |
| GEBURTSORT       | Pramaggiore, Venetien                       |
| STERBEDATUM      | 17. Juli 2021                               |